# Loxostigma glabrifolium
Loxostigma glabrifolium là một loài thực vật có hoa trong họ Tai voi. Loài này được D. Fang & K.Y. Pan mô tả khoa học đầu tiên năm 1982.